# Mèo Korat
Mèo Korat là một giống mèo lông ngắn màu xanh-xám, có đầu màu bạc, thân hình có độ lớn nằm ở khoảng nhỏ đến trung bình và tỷ lệ phần trăm mỡ cơ thể thấp. Cơ thể của nó có một nửa phủ lông không đều, ngắn và dày, cân nặng của nó được đánh giá là bất thường so với kích thước. Mèo Korat là một con mèo năng động, thông minh và vui tươi, tạo thành mối dây liên kết mạnh mẽ với con người. Các đặc điểm cơ bản nhằm nhận biết, phân biệt ra mèo Korat là cái đầu hình trái tim và đôi mắt màu xanh lục lớn của nó.
Korat là một giống mèo tự nhiên, và là một trong những giống mèo có tính chất ổn định lâu đời nhất. Giống mèo này có nguồn gốc ở Phimai, Thái Lan, và tên của giống được đặt theo tên tỉnh nơi được xem là nguồn gốc phát xuất loài này, tỉnh Nakhon Ratchasima (người Thái thường gọi là "Korat"). Ở Thái Lan, giống này được gọi là Si sawat, có nghĩa là "màu sắc của hạt dẻ". Korat được biết đến dưới cái tên thường thấy là "loài mèo may mắn". Theo truyền thống, chúng được chia thành cặp, để được trao đến những cặp vợ chồng mới cưới hoặc người cực kỳ yêu chuộng giống mèo này, với ý nghĩa chúc may mắn cho họ. Cho đến gần đây, người Hàn Quốc không còn bán mèo Korat, nhưng chúng được dùng để trao tặng.